# Enicospilus stenopsis
Enicospilus stenopsis är en stekelart som först beskrevs av Kohl 1905.  Enicospilus stenopsis ingår i släktet Enicospilus och familjen brokparasitsteklar. Inga underarter finns listade i Catalogue of Life.